# لیندون، میشیگان
لیندون (به انگلیسی: Lyndon Township) یک منطقهٔ مسکونی در ایالات متحده آمریکا است که در شهرستان وشتناو واقع شده‌است.
 لیندون ۹۰٫۹ کیلومتر مربع مساحت و ۲٬۷۲۰ نفر جمعیت دارد و ۳۰۹ متر بالاتر از سطح دریا واقع شده‌است.